# Nikolai Mitrofanowitsch Skljarow
Nikolai Mitrofanowitsch Skljarow (russisch Николай Митрофанович Скляров; * 6. Septemberjul. / 19. September 1907greg. in Starobilsk; † 16. April 2005 in Moskau) war ein sowjetisch-russischer Metallkundler.

## Leben
Skljarow, Sohn eines Literatur-Lehrers am Mädchengymnasium, absolvierte das Starobilsker Berufstechnikum und studierte dann an der Moskauer Technischen N.-E.-Bauman-Hochschule mit Abschluss 1931. Darauf arbeitete er in der Technik-Abteilung der Wirtschaftsverwaltung (EKU) der OGPU unter Anatoli Georgijewitsch Gorjanow-Gorny.
1934 wurden Skljarow und Sergei Timofejewitsch Kischkin auf Einladung Iwan Iwanowitsch Sidorins Mitarbeiter des Moskauer Allrussischen Instituts für Luftfahrtmaterialien (WIAM) des damaligen Volkskommissariats für Luftfahrtindustrie. Sein Arbeitsgebiet waren die materialwissenschaftlichen Probleme im Hinblick auf die Zuverlässigkeit von Militärflugzeugen unter Kampfbedingungen. Zusammen mit Kischkin schlug er eine neue Methode zur Härtung von Stahl durch Martensitumwandlung des Austenits vor. Das Ergebnis ihrer Werkstoff- und Technologie-Entwicklung war der Panzerstahl AB-1 mit hoher Festigkeit und guter Verarbeitbarkeit, der gegen alle Arten von Kleinkalibergeschossen bis 8 mm schützte. Dieser Stahl wurde für das Schlachtflugzeug Iljuschin Il-2 benutzt.
1950 wurde Skljarow zum Doktor der technischen Wissenschaften promoviert. 1951 folgte die Ernennung zum Professor. 1953 wurde er Chef des Laboratoriums für Festigkeit des WIAM. Er untersuchte die Festigkeit und Zuverlässigkeit von Werkstoffen unter extremen Bedingungen und veröffentlichte dazu eine Vielzahl von Arbeiten. Er lieferte einen wichtigen Beitrag zur Theorie des Brennens von Titan-Legierungen und entwickelte brandgeschützte Titan-Legierungen.
1998 gab Skljarow die Laboratoriumsleitung auf und war nun Berater des WIAM-Generaldirektors.
Skljarow starb nach schwerer Krankheit und wurde auf dem Wwedenskoje-Friedhof begraben.

## Ehrungen, Preise
- Preis des Zentralkomitees der KPdSU (1940)[2]
- Stalinpreis II. Klasse für Luftfahrtpanzerung (1942)[2]
- Leninorden (1945)
- Verdienter Wissenschaftler und Techniker der RSFSR (1957)
- Orden des Roten Banners der Arbeit (1957, 1963, 1983)
- Leninpreis im nichtöffentlichen Bereich (1989)[2]
- Preis der Regierung der Russischen Föderation (2001)[2]
- Ziolkowski-Medaille (2004)[2]